# Kesklinn (Tallinn)
Kesklinn (Śródmieście) – jedna z ośmiu dzielnic Tallinna, stolicy Estonii, granicząca na północnym zachodzie z Tallinnem Północnym, od zachodu z Kristiine, od południowego zachodu z Nõmme, od wschodu z Lasnamäe, a na północnym wschodzie z dzielnicą Pirita.
W Śródmieściu znajduje się port morski, obsługujący stałe połączenia z Helsinkami, Sztokholmem i Petersburgiem.
Do największych atrakcji turystycznych dzielnicy poza Starym Miastem należy Pałac Kadriorg i liczne muzea, m.in. Muzeum Sztuki Kumu i Eesti Meremuuseum. W śródmieściu Tallinna znajdują się dwa stadiony miasta – A. Le Coq Arena oraz Kalevi Keskstaadion, na którym odbywają się imprezy masowe.
Ambasada RP w Republice Estońskiej mieści się na Starym Mieście, przy ulicy Vana Turg 2.

## Podział administracyjny
Kesklinn składa się z 21 poddzielnic (est. asum):  Juhkentali, Kadriorg, Kassisaba, Keldrimäe, Kitseküla, Kompassi, Luite, Maakri, Mõigu, Raua, Sadama, Sibulaküla, Südalinn, Tatari, Tõnismäe, Torupilli, Ülemistejärve (prawie całą część poddzielnicy zajmuje jezioro Ülemiste), Uus Maailm, Vanalinn (Stare Miasto) oraz Veerenni. W skład Śródmieścia wchodzi także wyspa Aegna.

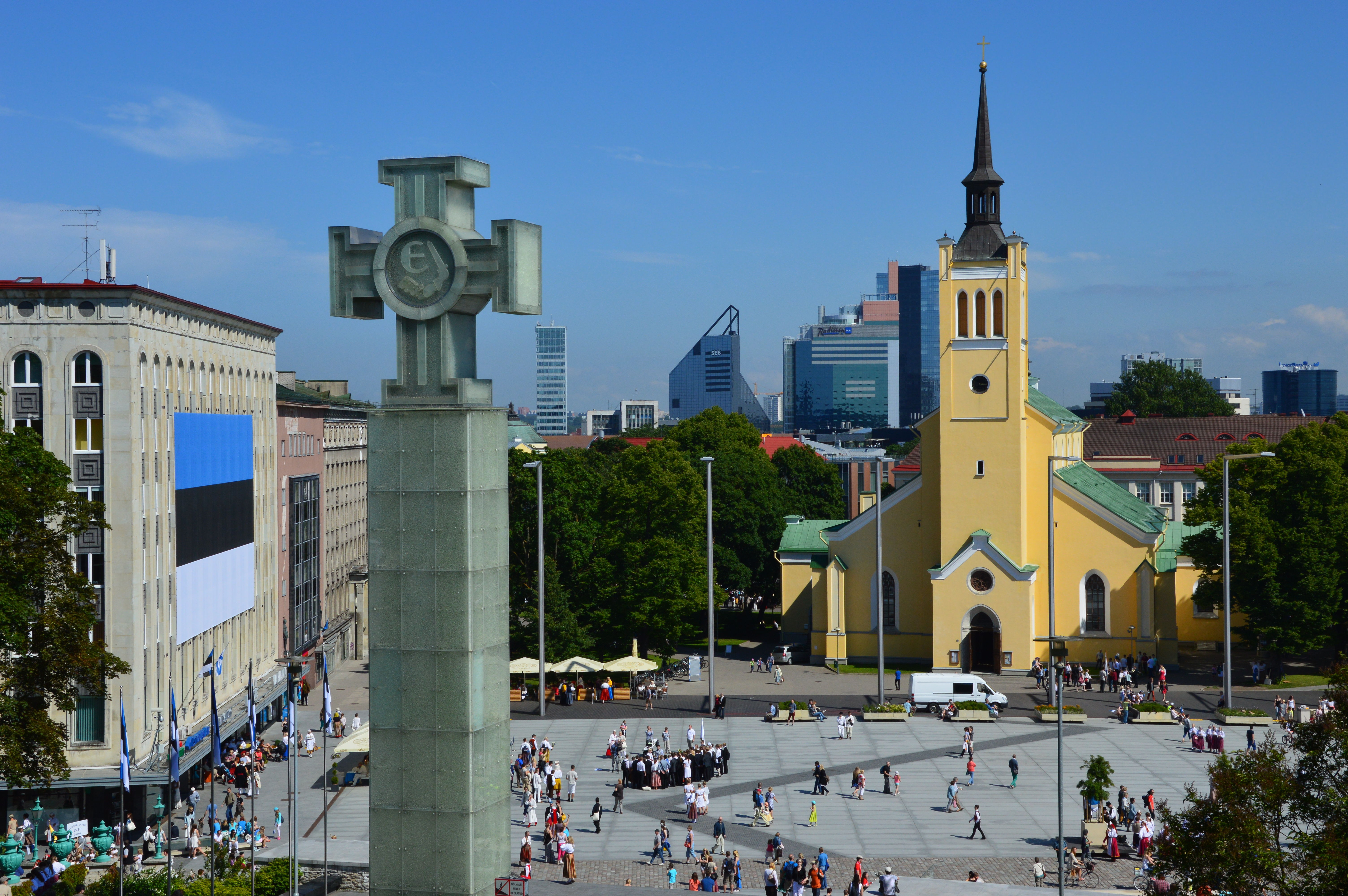
Plac Wolności (Vabaduse väljak)

## Ludność
Rozwój demograficzny dzielnicy:
| Data    | 01.12.2010 | 01.12.2011 | 01.12.2012 | 01.12.2013 | 01.12.2014 | 01.12.2015 |
| Ludność | 50 171     | 51 231     | 52 628     | 55 745     | 57 891     | 59 896     |

Struktura etniczna:
| Grupa etniczna | udział w % (2015) |
| -------------- | ----------------- |
| Estończycy     | 73,0%             |
| Rosjanie       | 20,2%             |
| Ukraińcy       | 1,7%              |
| Finowie        | 0,9%              |
| Białorusini    | 0,7%              |
| Żydzi          | 0,6%              |
| Tatarzy        | 0,2%              |
| Inne           | 2,7%              |